# Takeda Nobuhiro
Takeda Nobuhiro (sinh ngày 10 tháng 5 năm 1967) là một cầu thủ bóng đá người Nhật Bản.

## Đội tuyển bóng đá quốc gia Nhật Bản
Takeda Nobuhiro thi đấu cho đội tuyển bóng đá quốc gia Nhật Bản từ năm 1987 đến 1994.

## Thống kê sự nghiệp
| Đội tuyển bóng đá Nhật Bản | Đội tuyển bóng đá Nhật Bản | Đội tuyển bóng đá Nhật Bản |
| Năm                        | Trận                       | Bàn                        |
| -------------------------- | -------------------------- | -------------------------- |
| 1987                       | 4                          | 1                          |
| 1988                       | 0                          | 0                          |
| 1989                       | 0                          | 0                          |
| 1990                       | 4                          | 0                          |
| 1991                       | 2                          | 0                          |
| 1992                       | 2                          | 0                          |
| 1993                       | 4                          | 0                          |
| 1994                       | 2                          | 0                          |
| Tổng cộng                  | 18                         | 1                          |